# Iva Schell
Iva Schell (geb. Mihanović; * 19. April 1978 in Ulm) ist eine deutsch-kroatische Opern-, Operetten-, Musical- und Konzertsängerin in der Stimmlage Sopran.

## Leben und Werdegang
Iva Schell ist eines von drei Kindern. Ihr Vater war Chefarzt für Anästhesie und Intensivmedizin an der Donauklinik in Neu-Ulm. Von 1998 bis 2008 studierte sie Gesang bei Edith Wiens an der Musikhochschule Augsburg und Ilse Hahn an der Hochschule für Musik Carl Maria von Weber Dresden. Mihanović besuchte Meisterklassen bei Brigitte Fassbaender, Edith Mathis, Sena Jurinac und Irmgard Boas, von 2011 bis 2014 bildete sie sich bei Linda Plech weiter fort.
Im August 2013 heiratete sie in Preitenegg in Kärnten den 47 Jahre älteren Schauspieler Maximilian Schell, mit dem sie seit 2008 liiert war. Ihr Mann starb am 1. Februar 2014 im Alter von 83 Jahren. Im September 2016 wurde ihre Tochter geboren, die aus der kurz danach beendeten Beziehung mit Kari Noé hervorging. Sie lebt in Preitenegg und in Wien.
Schell ist Schirmherrin der „Bildungswelt Maximilian Schell“ in Wolfsberg in Kärnten und der „Histiozytosehilfe e. V.“ Zudem setzt sie sich als ÖKV-Botschafterin des Hundes seit 2014 ehrenamtlich für den Tierschutz ein.

## Auftritte und Rollen
Von 2001 bis 2006 gehörte sie noch unter dem Namen Iva Mihanović zum Ensemble des Ulmer Theaters, wo sie zahlreiche Opern-, Operetten- und Musicalrollen sang. Ab dem Jahr 2009 war sie Mitglied des Ensembles der Oper Leipzig/Musikalische Komödie, dem sie bis 2017 auch noch als Gast angehörte.
Seit 2006 gastierte sie an folgenden Theatern:
- 2006–2007: Theater St. Gallen (CH), Pepi Pleininger (Wiener Blut)
- 2006–2007: Theater Augsburg, Valencienne (Die lustige Witwe)
- 2007–2013: Hessisches Staatstheater Wiesbaden, Ottilie (Im weißen Rößl). Christl (Der Vogelhändler)
- 2007–2008: Theater Ulm, Ännchen (Freischütz) und Christl (Vogelhändler)
- 2008: Operettenverein Balzers (FL), Juliska (Maske in Blau)
- 2009: Luzerner Theater (CH), Christl (Vogelhändler)
- 2009: Stadttheater Baden bei Wien (A), Dolly Marbanks (Der Orlow)
- 2012: Landestheater Coburg, Ciboletta (Eine Nacht in Venedig)
- 2012, 2019, 2023: Gärtnerplatz-Theater München (Im weißen Rößl)

Zu folgenden Festspielen wurde sie eingeladen:
- Operettenfestspiele Bad Ischl (A) – 2003 Juliette Vermont (Graf von Luxemburg), 2004 Ciboletta (Eine Nacht in Venedig), 2013 Minnie Fay (Hello, Dolly!)
- Internationale Musikfesttage „Classionata“ Mümliswil (CH) – 2005 Adele (Fledermaus)
- Schlossfestspiele Schönbrunn Wien (A) – 2005/06 Pepi Pleininger (Wiener Blut)
- Seefestspiele Mörbisch (A) – 2007 Pepi Pleininger (Wiener Blut) in der Inszenierung von Maximilian Schell
- Schlossfestspiele Langenlois (A) – 2008 Komtesse Stasi (Csárdásfürstin), 2010 Ciboletta (Eine Nacht in Venedig)
- Seefestspiele Mörbisch (A) – 2011 Arsena (Der Zigeunerbaron) in der Inszenierung von Brigitte Fassbaender
- Richard Wagner Festival Wels (A) – 2012 Blumenmädchen (Parsifal)
- Richard Wagner Festival Wels (A) – 2013 und 2015 Junger Hirt (Tannhäuser)
- Freilichtspiele Altusried (D) – 2014 Ottilie (Im weissen Rössl)
- Bühne Baden (A) – 2015 Friederike (Der fidele Bauer)

- Kulturglashaus Völkermarkt (A) – 2021 Hanna Glawari (Die lustige Witwe)

- Bühne Baden (A) – 2022 Mrs. Molloy (Hello Dolly)
- Bühne Baden (A) – 2023 Fräulein Kost (Cabaret)

Im Oratorium liegen ihre Schwerpunkte bei Vivaldi, Bach, Händel, Haydn und Mozart, im Lied bei Schubert, Schumann, Brahms, Wolf (Italienisches Liederbuch), Mahler (Wunderhorn-Lieder), Strauss, Dvořák, Debussy u. Bernstein.
Konzerttourneen führten die Sängerin auch mehrfach nach Japan, in die USA und nach Kanada. Im Jahr 2016 war sie Sopransolistin bei der großen Europa-Tour des Walzerkönigs Andre Rieu als eine der drei „Rieu-Angels“.
Sie gab einer Kampagne der „Daimler Chrysler Media TV“ ihre Stimme und mehrfach Benefizkonzerte zugunsten des Leserhilfswerks der Donau-Zeitung Kartei der Not.

## Preise und Auszeichnungen
- 2000: Förderpreis und Künstlerstipendium der Stadt Ulm
- 2002: Bayreuth-Stipendium des Richard-Wagner-Verbandes International e. V.
- 2002: Preisträgerin des „Internationalen Gesangswettbewerbs Festspielstadt Passau“
- 2005: Finalistin beim „3. Heinrich Strecker-Operettenwettbewerb“ für Operette und Wienerlied Baden bei Wien
- 2008: Semifinalistin im Hans-Gabor-Belvedere-Wettbewerb (Kategorie Operette) in Wien
- 2009: Finalistin beim 24. Internationalen Robert-Stolz-Wettbewerb für Wiener Operette in Hamburg

## Diskografie
- Die Perlen der Cleopatra, Operette von Oscar Straus, 2003, Bestellnummer: 5819263 (CPO)
- Athalia, szenisches Oratorium von Georg Friedrich Händel, 2004, Auftragsproduktion des Ulmer Theaters
- Der Zigeunerbaron, Operette von Johann Strauss, 2011, DVD-Produktion der Seefestspiele Mörbisch